# Нийхолт, Джанлука
Джанлука Нийхолт (правильное произношение Нейхолт, нидерл. Gianluca Nijholt ˈdʒɑnˈlukaː ˈnɛi̯ɦɔlt); 14 февраля 1990, Утрехт, Нидерланды) — нидерландский футболист, полузащитник.

## Карьера
Родившись в футбольной семье (отец Джанлуки — бывший игрок «Харлема», АЗ и ряда британских клубов Люк Нийхолт), будущий полузащитник пошёл в футбольную школу АЗ, но через год ушёл в клуб из родного города, с которым прошёл все этапы вплоть до главной команды «Утрехта».
Нийхолт дебютировал в чемпионате Нидерландов 16 декабря 2007 года, выйдя на замену на 87 минуте в матче против «Хераклеса». На поле должен был оказаться другой игрок — Джузеппе Россини, но тот забыл свою футболку в раздевалке.
Спустя два года полузащитник сыграл свой первый полный матч против «Спарты» (29 августа), который стал для него третьим за основу. Ровно через два месяца Джанлука забил свой единственный гол в Эредивизе в ворота НАК Бреда.
В сезоне 2010/11 провёл 9 матчей в Лиге Европы. 25 марта 2011 года сыграл 35 минут в товарищеском матче Нидерландской молодёжки против немцев (1:3).
После двух удачных сезонов 2009/10 и 2010/11 в следующем чемпионате Джанлука перестал попадать в состав, в результате чего отправился в аренду в клуб из Эрстедивизи «Алмере Сити», с которым занял 13 место в лиге.
В июле 2012 года мог перейти в «Чикаго Файр», ездил на просмотр в США.
Так же летом прошли слухи о переходе игрока в «Амкар», но, по-видимому, стороны не смогли договориться о сумме компенсации. 5 сентября было объявлено о бесплатном трансфере игрока в Пермь. Нийхолт подписал трёхлетний контракт. Рустем Хузин отметил, что полузащитник — «заводной футболист с явно выраженными лидерскими качествами, отличной левой ногой, мастер исполнения стандартов».
После того, как на смену Рустему Хузину в клуб пришёл Станислав Черчесов, Нийхолт был выставлен на трансфер, однако за летнее трансферное окно клуб игроку найти не удалось и он был включён в заявку «Амкара» на сезон 2013/2014.
26 июня 2014 года было объявлено о расторжении контракта с игроком по взаимному согласию сторон, однако инициатива исходила от клуба.
За два сезона в пермском клубе футболист сыграл лишь в 15 матчах чемпионата России, в одном матче кубка России, в котором забил гол прямым ударом со штрафного в ворота саранской «Мордовии» и в 17 матчах молодежного первенства, в которых отличился дважды.
В июле 2014 года Джанлука отправился на просмотр в клуб «Камбюр». 16 января 2015 года заключил контракт на полтора года с клубом ВВВ-Венло.
24 июня было объявлено о переходе полузащитника в футбольный клуб НАК Бреда по свободному трансферу. Контракт рассчитан на три года.

## Интересные факты
- Был назван в честь известного итальянского футболиста Джанлуки Виалли
- Отец игрока участвовал в трагически известном матче «Спартак» — «Харлем»